# Oberhaid (Oberfranken)
Oberhaid este o comună aflată în districtul Bamberg, landul Bavaria, Germania.